# Last One on Earth
Last One on Earth – drugi album studyjny holenderskiego zespołu muzycznego Asphyx. Wydawnictwo ukazało się w październiku 1992 roku nakładem wytwórni muzycznej Century Media Records. Nagrania zostały zarejestrowane w Harrows Studios we współpracy z producentem muzycznym Harrym Wijeringem. W 2006 roku ukazała się reedycja płyty wzbogacona m.in. o nagrania zespołu zarejestrowane na żywo.

## Lista utworów
Opracowano na podstawie materiału źródłowego.
| Nr | Tytuł utworu                | Długość |
| -- | --------------------------- | ------- |
| 1. | „M.S. Bismarck”             | 5:00    |
| 2. | „The Krusher”               | 5:51    |
| 3. | „Serenade in Lead”          | 3:25    |
| 4. | „Last One on Earth”         | 7:06    |
| 5. | „The Incarnation of Lust”   | 4:43    |
| 6. | „Streams of Ancient Wisdom” | 3:32    |
| 7. | „Food for the Ignorant”     | 4:49    |
| 8. | „Asphyx (Forgotten War)”    | 5:26    |
|    |                             | 39:52   |

| Reedycja | Reedycja                               | Reedycja |
| Nr       | Tytuł utworu                           | Długość  |
| -------- | -------------------------------------- | -------- |
| 1.       | „M.S. Bismark”                         | 5:03     |
| 2.       | „The Krusher”                          | 5:51     |
| 3.       | „Serenade In Lead”                     | 3:28     |
| 4.       | „Last One On Earth”                    | 7:09     |
| 5.       | „The Incarnation Of Lust”              | 4:46     |
| 6.       | „Streams Of Ancient Wisdom”            | 3:35     |
| 7.       | „Food For The Ignorant”                | 4:49     |
| 8.       | „Asphyx (Forgotten War)”               | 5:26     |
| 9.       | „Crush The Cenotaph”                   | 3:55     |
| 10.      | „Rite Of Shades”                       | 3:08     |
| 11.      | „The Krusher”                          | 5:58     |
| 12.      | „Evocation” (Live)                     | 5:38     |
| 13.      | „Wasteland Of Terror” (Live)           | 2:49     |
| 14.      | „The Sickening Dwell”                  | 3:59     |
| 15.      | „Conjuration Of Choronzon (Evocation)” | 5:10     |
| 16.      | „Diabolical Existence”                 | 3:35     |
|          |                                        | 1:14:19  |

## Twórcy
Opracowano na podstawie materiału źródłowego.
| Zespół Asphyx w składzie - Martin van Drunen – wokal prowadzący - Eric Daniels – gitara - Bob Bagchus – perkusja |  | Dodatkowi muzycy - Ron van Pol – gitara basowa - Joop – instrumenty klawiszowe |  | Inni - Axel Hermann – okładka - Harry Wijering – inżynieria dźwięku, produkcja muzyczna - Stefanie Esser – zdjęcia - Claus C. Pilz – oprawa graficzna |